# Librem
Librem é uma gama de produtos (notebooks, PCs, smartphones, servidores) e serviços (e-mail, chat, rede social, VPN) produzidos pela Purism com apenas software não-proprietário e voltados para pessoas que buscam segurança e privacidade.

## Produtos

### Notebooks

#### Librem 15, Librem 13 e Librem 14
Em 2014, a Purism lançou uma campanha de financiamento coletivo no Crowd Supply para a criação e produção do notebook Librem 15, concebido como uma alternativa moderna aos notebooks de hardware de código aberto existentes, todos os quais usavam hardware mais antigo. O 15 no nome refere-se ao tamanho da tela de 15 polegadas. A campanha teve sucesso após estender a campanha original, e os notebooks foram enviados aos patrocinadores. Em uma segunda revisão do notebook, foram adicionados interruptores de segurança no hardware para a câmera, microfone, Wi-Fi e Bluetooth.
Após o lançamento bem-sucedido do Librem 15, a Purism criou outra campanha no Crowd Supply para um notebook de 13 polegadas chamado Librem 13, que também veio com interruptores de segurança no hardware semelhantes aos do Librem 15v2. A campanha foi novamente um sucesso e os notebooks foram enviados aos clientes.
A Purism anunciou em dezembro de 2016 que começaria a enviar do estoque, em vez de produzir sob encomenda com os novos lotes de Librem 15 e 13.
Desde janeiro de  2023, a Purism tem um modelo de notebook em produção, o Librem 14 (versão 1, US$1,370).

#### Comparação de notebooks
| Modelo Librem | Versão do Coreboot | CPU                  | Intel ME                            | Lançamento                         | RAM máxima (GB) |
| ------------- | ------------------ | -------------------- | ----------------------------------- | ---------------------------------- | --------------- |
| 15v1          |                    | Intel Core i7 5557U  | Habilitado                          | julho de 2015                      | 32              |
| 13v1          | 4.19 (2023)        | Intel Core i5 5200U  | Habilitado                          | setembro de 2015                   | 16              |
| 15v2          | 4.19 (2023)        | Intel Core i7-5557U  | Habilitado                          | setembro de 2015                   | 32              |
| 13v2          | 4.19 (2023)        | Intel Core i5 6200U  | Desabilitado                        | 14 de junho de 2017                | 16              |
| 15 v3         | 4.19 (2023)        | Intel Core i7 6500U  | Desabilitado                        | 28 de junho de 2017                | 32              |
| 13v3          | 4.6 (2017)         | Intel Core i7 6500U  | Desabilitado                        | outubro de 2017                    | 16              |
| 15v4          | 4.19 (2023)        | Intel Core i7 7500U  | Desativado                          | Janeiro de 2019                    | 32              |
| 13 v4         | 4.19 (2023)        | Intel Core i7 7500U  | Desativado                          | Janeiro de 2019                    | 16              |
| 14v1          | 4.19 (2023)        | Intel Core i7 10710U | Desativado (mas não "neutralizado") | início do quarto trimestre de 2020 | 64              |

### Librem Mini
O Librem Mini é um computador de mesa de fator de forma pequeno, que começou a ser comercializado em junho de 2020.
Comparação
| Modelo Librem | Versão do Coreboot | CPU                  | Intel ME                            | Lançamento       | RAM máxima (GB) |
| ------------- | ------------------ | -------------------- | ----------------------------------- | ---------------- | --------------- |
| Mini V1       | 4.19 (2023)        | Intel Core i7-8565U  | Desativado (mas não "neutralizado") | Março de 2020    | 64              |
| Mini V2       | 4.19 (2023)        | Intel Core i7-10510U | Desativado (mas não "neutralizado") | Novembro de 2020 | 64              |

### Librem 5

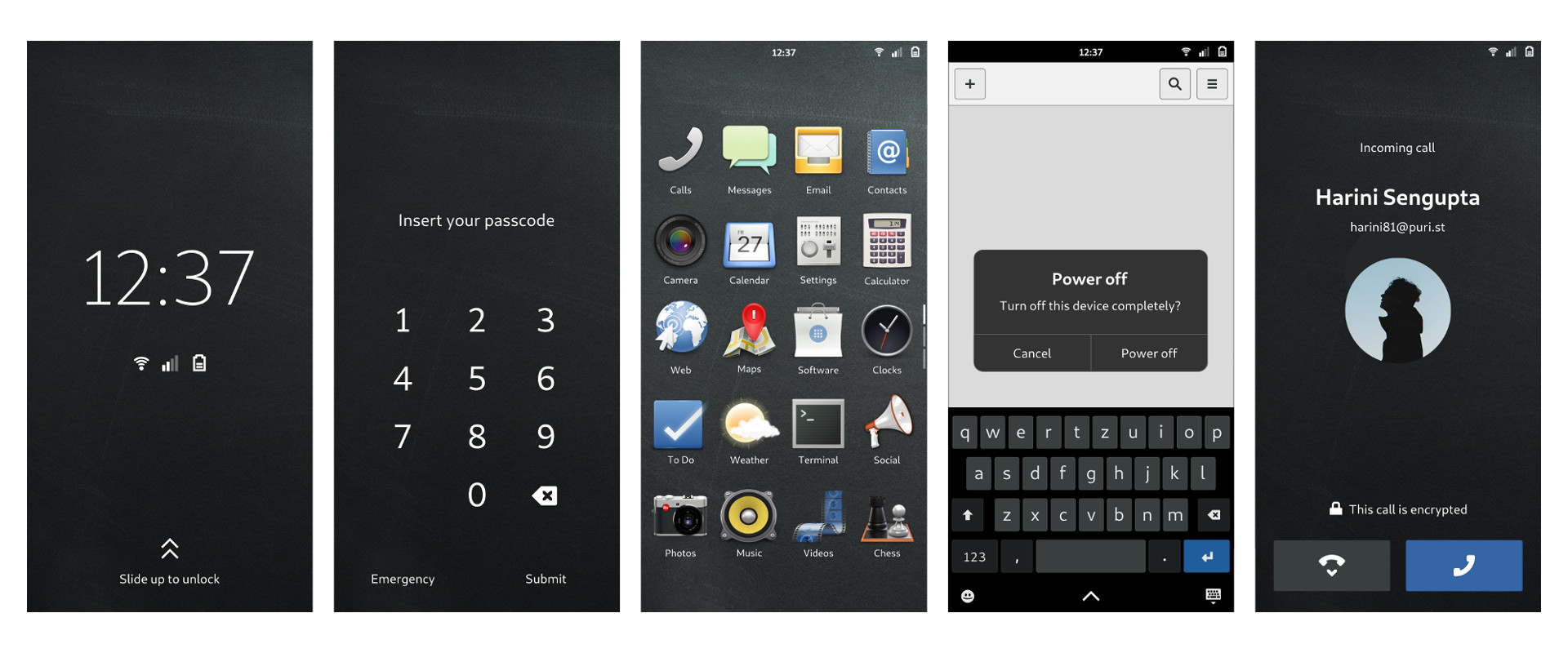
Phosh, o shell móvel do GNOME que roda no Librem 5.

Em 24 de agosto de 2017, a Purism iniciou uma campanha de financiamento coletivo para o Librem 5, um smartphone destinado a executar software 100% livre, que "[focaria] na segurança desde o design e na proteção da privacidade por padrão". A Purism afirmou que o telefone se tornaria "o primeiro aparelho móvel nativo de IP do mundo, usando comunicação descentralizada criptografada de ponta a ponta". A Purism cooperou com o KDE e o GNOME no desenvolvimento do Librem 5.
Os recursos de segurança do Librem 5 incluem a separação da CPU do processador de banda base, o que, de acordo com a Linux Magazine, torna o Librem 5 único em comparação com outros telefones celulares. O Librem 5 também possui interruptores de segurança de hardware para comunicação Wi-Fi e Bluetooth e a câmera, o microfone e o processador de banda base do telefone.
O sistema operacional padrão para o Librem 5 é o PureOS, um derivado do Debian desenvolvido pela Purism. O sistema usa uma nova interface de usuário chamada Phosh, baseada em Wayland, wlroots, GTK e GNOME. Está previsto que Phosh/Plasma Mobile, Ubuntu Touch e postmarketOS também possam ser instalados no telefone.
O lançamento do Librem 5 foi adiado várias vezes. Em setembro de 2018, a Purism anunciou que a data de lançamento do Librem 5 seria movida de janeiro para abril de 2019, devido a dois bugs de hardware e à temporada de festas na Europa e na América do Norte. Os DevKits do Librem 5 para desenvolvedores de software foram enviados em dezembro de 2018. A data de lançamento foi posteriormente adiada para o terceiro trimestre devido à necessidade de mais testes de CPU. e em 24 de setembro de 2019, a Purism anunciou que o primeiro lote de telefones Librem 5 havia começado a ser enviado. A versão finalizada do Librem 5, conhecida como "Evergreen", foi finalmente lançada em 18 de novembro de 2020.

### Servidor Librem
O servidor Librem é um servidor montado em rack, lançado ao público em dezembro de 2019.

### Librem Key
Anunciado em 20 de setembro de 2018, o Librem Key é um token de segurança USB de hardware com vários recursos, incluindo integração com um Heads BIOS inviolável, que garante que o sistema básico de entrada/saída (BIOS) de um notebook Librem não tenha sido alterado de forma maliciosa desde o último lançamento do notebook. Também um armazenamento de senha única com 3 algoritmos de senha única baseados em HMAC (HOTP) (RFC 4226) e 15 algoritmos de senha única baseados em tempo (TOTP) (RFC 6238) e um gerenciador de senhas integrado (16 entradas ), gerador de números aleatórios verdadeiros de 40 kbit/s e um smart card inviolável. A chave suporta USB 2.0 tipo A, tem dimensões de 48 x 19 x 7 mm e pesa 6 g.

## Sistema operacional

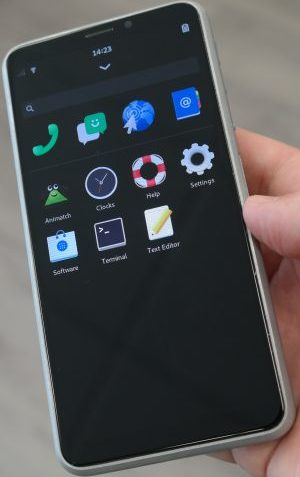
O AppLaucher do Librem 5

Inicialmente planejando pré-carregar seus notebooks Librem com o sistema operacional Trisquel, a Purism acabou saindo do Trisquel para rebasear no Debian para o lançamento 2.0 de seu sistema PureOS. Como alternativa ao PureOS, os notebooks Librem podem ser adquiridos com o Qubes OS pré-instalado. Em dezembro de 2017, a Free Software Foundation adicionou o PureOS à sua lista de distribuições GNU/Linux endossadas.

## Serviços

### Librem One
Librem One é um conjunto de serviços que consiste em um serviço de e-mail, um serviço de bate papo, uma rede social e uma VPN com aplicativos disponíveis para PureOS Store, Google Play, F-droid e App Store.

#### Librem Mail
E-mail criptografado de ponta a ponta, padrão SMTP/IMAP/POP MTA, com OpenPGP (requer assinatura).

#### Librem Chat
Bate-papo criptografado de ponta a ponta, com recursos de texto, voz e vídeo para chamadas individuais e em grupos em qualquer mensageiro descentralizado com os protocolos Matrix e XMPP (gratuito e sem anúncios).

#### Librem Social
Rede social descentralizada do tipo microblogue em um servidor federado no Mastodon com o protocolo ActivityPub (gratuito e sem anúncios).

#### Librem Tunnel
Rede privada virtual, OpenVPN (requer assinatura).

## BIOS
Em 2015, a Purism começou a pesquisar para portar o Librem 13 para coreboot. Em dezembro de 2016, o desenvolvedor de habilitação de hardware Youness Alaoui juntou-se à Purism e foi encarregado de concluir a porta coreboot para o Librem 13 original e preparar uma porta para a segunda revisão do dispositivo. Desde 2017, os novos notebooks Librem são fornecidos com o coreboot como BIOS padrão e as atualizações estão disponíveis para todos os modelos mais antigos.
A Purism chama uma coleção de seis componentes abaixo mencionados, envolvidos no processo de inicialização, como PureBoot: 
1. Mecanismo de gerenciamento Intel neutralizado e desativado.[56]
2. O coreboot.
3. Um chip Trusted Platform Module (TPM).
4. Heads, quais recursos invioláveis para detectar quando o BIOS ou arquivos de inicialização importantes foram modificados.
5. Librem Key, token de segurança USB da Purism.
6. Autenticação multifator que desbloqueia a criptografia de disco usando a Librem Key.

PureBoot protege os usuários de vários ataques, como roubo, BIOS Malware e Kernel Rootkits, vulnerabilidades e códigos maliciosos no Intel Management Engine e interdição.